# 마리니에르
마리니에르(프랑스어: marinières) 또는 마리니에르 소스(프랑스어: sauce à la marinière 소스 아 라 마리니에르[*])는 셜롯과 백포도주로 만든 프랑스의 소스이다. 물 마리니에르 등을 만드는 데 쓰인다.

## 이름
프랑스어 "마리니에르(marinières)"는 "바다의"라는 뜻인 형용사 "마리니에(marinier)"의 복수형이다. 동원어로 이탈리아어 "마리나라(marinara)"가 있다.

## 만들기
버터나 올리브유에 셜롯과 마늘 등 향신채를 볶다가 백포도주를 부어 만든다.

## 같이 보기
- 마리나라